# Psilotreta frontalis
Psilotreta frontalis là một loài Trichoptera trong họ Odontoceridae. Chúng phân bố ở miền Tân bắc.